# Ronde van Duitsland 2002
De Ronde van Duitsland 2002 was de 25e editie van de Ronde van Duitsland. De titelverdediger was Aleksandr Vinokoerov. De koers werd verreden van 3 tot en met 9 juni. De Spanjaard Igor González de Galdeano werd de uiteindelijke winnaar, nadat hij in de 4e etappe de leiderstrui had overgenomen van zijn landgenoot Aitor Garmendia.

## Etappe-overzicht
| etappe | datum  | start                  | finish             | afstand       | winnaar         | klassementsleider |
| ------ | ------ | ---------------------- | ------------------ | ------------- | --------------- | ----------------- |
| 1      | 3 juni | Wiesbaden              | Tauberbischofsheim | 198,6 km      | Erik Zabel      | Erik Zabel        |
| 2      | 4 juni | Tauberbischofsheim     | Pforzheim          | 186,6 km      | Erik Zabel      | Erik Zabel        |
| 3      | 5 juni | Bühlertal              | Schonach           | 192,5 km      | Aitor Garmendia | Aitor Garmendia   |
| 4      | 6 juni | Villingen-Schwenningen | Bad Dürrheim       | 37,6 km (ITT) | Michael Rich    | Igor González     |
| 5      | 7 juni | Bad Dürrheim           | Friedrichshafen    | 172,3 km      | Erik Zabel      | Igor González     |
| 6      | 8 juni | Friedrichshafen        | Oberstdorf         | 191 km        | Stéphane Augé   | Igor González     |
| 7      | 9 juni | Biberach               | Stuttgart          | 172,2 km      | Erik Zabel      | Igor González     |

## Eindklassement
|    | Renner                    | Ploeg            | Tijd        |
| -- | ------------------------- | ---------------- | ----------- |
| 1  | Igor González de Galdeano | Once-Eroski      | 28h 55' 36" |
| 2  | Aitor Garmendia           | Team Coast       | + 0' 17"    |
| 3  | Tobias Steinhauser        | Gerolsteiner     | + 0' 37"    |
| 4  | Jens Voigt                | Crédit Agricole  | + 0' 41"    |
| 5  | Alex Zülle                | Team Coast       | + 0' 42"    |
| 6  | Jörg Jaksche              | Once-Eroski      | + 1' 00"    |
| 7  | Isidro Nozal              | Once-Eroski      | + 1' 25"    |
| 8  | David Plaza               | Team Coast       | + 1' 33"    |
| 9  | Uwe Peschel               | Gerolsteiner     | + 1' 35"    |
| 10 | Eddy Ratti                | Mapei-Quick Step | + 2' 08"    |

## Puntenklassement
|   | Renner             | Ploeg               | Punten |
| - | ------------------ | ------------------- | ------ |
| 1 | Erik Zabel         | Telekom             | 124    |
| 2 | Stuart O'Grady     | Crédit Agricole     | 80     |
| 3 | Salvatore Commesso | Saeco-Longoni Sport | 39     |

## Bergklassement
|   | Renner             | Ploeg           | Punten |
| - | ------------------ | --------------- | ------ |
| 1 | Gianluca Bortolami | Tacconi Sport   | 25     |
| 2 | Pierrick Fédrigo   | Crédit Agricole | 18     |
| 3 | Jimmy Engoulvent   | Bonjour         | 18     |

## Ploegenklassement
|   | Ploeg        | Tijd        |
| - | ------------ | ----------- |
| 1 | Gerolsteiner | 74h30min15s |
| 2 | Once-Eroski  | + 0' 37"    |
| 3 | Team Coast   | + 0' 47"    |

1911 · 1912-1921 · 1922 · 1923-1926 · 1927 · 1928-1929 · 1930 · 1931 · 1932-1936 · 1937 · 1938 · 1939 · 1940-1946 · 1947 · 1948 · 1949 · 1950 · 1951 · 1952 · 1953-1959 · 1960 · 1961 · 1962 · 1963-1978 · 1979 · 1980 · 1981 · 1982 · 1983-1998 · 1999 · 2000 · 2001 · 2002 · 2003 · 2004 · 2005 · 2006 · 2007 · 2008 · 2009-2017 · 2018 · 2019 · 2020 · 2021 · 2022 · 2023 · 2024